# Everybody Talks
Everybody Talks è un singolo dei Neon Trees, il primo estratto dal loro secondo album Picture Show, pubblicato il 20 dicembre 2011.

## Video musicale
Il primo video musicale realizzato per il brano, animato, è stato pubblicato il 14 gennaio 2012 e vede il cantante dei Neon Trees Tyler Glenn che, defunto e diventato un fantasma, cerca in ogni modo di farsi vedere dalla fidanzata, rimasta sola nella loro casa.
Nel secondo video ufficiale, pubblicato l'8 marzo dello stesso anno, i quattro membri della band assistono a un film chiamato Zombie Bikers from Hell a un drive-in dove una cameriera porta degli spettatori in luoghi isolati del posto per poi trasformarsi in uno zombie davanti a loro. Nel film, invece, si vedono i Neon Trees entrare in una baita e suonare il brano, mentre quattro zombie in motocicletta gli raggiungono. Irrotti nell'abitazione, Tyler Glenn colpisce con un vaso di vetro uno degli zombie e fugge, mentre gli altri tre membri della band rimangono nella baita cercando di mantenere a distanza gli altri zombie. Tyler raggiunge la strada e ottiene un passaggio da una ragazza che però si rivela di essere la stessa del drive-in.

## Altre apparizioni
Il brano è stato utilizzato, oltre che per varie pubblicità e trailer di telefilm, nel film del 2012 American Pie: Ancora insieme ed è stato reinterpretato dal cast di Glee nella quarta stagione della serie.

## Tracce
Testi e musiche di Tyler Glenn e Tim Pagnotta.
1. Everybody Talks – 2:59

## Successo commerciale
Il brano ha raggiunto la sesta posizione della Billboard Hot 100 ed è stato certificato doppio disco di platino negli Stati Uniti per aver venduto oltre 2 milioni di copie e disco di platino in Australia per le 70 000 copie vendute. Anche se è riuscito a superare in molte classifiche nazionali l'altrettanto fortunato singolo Animal, Everybody Talks non ha superato i precedenti record stabiliti da quest'ultimo nell'Alternative Songs e nella Rock Songs statunitensi.
Alla fine del 2012, il brano è arrivato al 22º posto dei singoli più venduti negli Stati Uniti nel corso dell'intero anno.

## Classifiche
| Classifica (2012)                | Posizione massima |
| -------------------------------- | ----------------- |
| Australia                        | 10                |
| Canada                           | 35                |
| Nuova Zelanda                    | 37                |
| Irlanda                          | 39                |
| Stati Uniti                      | 6                 |
| Stati Uniti (alternative)        | 7                 |
| Stati Uniti (adult pop)          | 1                 |
| Stati Uniti (adult contemporary) | 13                |
| Stati Uniti (pop)                | 3                 |
| Stati Uniti (rock)               | 11                |